# Liste der olympischen Medaillengewinner aus Deutschland/A
- Abel, Irene
Olympische Sommerspiele 1972, (GDR): Silbermedaille, Turnen „Mannschaft Frauen“
- Ackermann, Ronny
Olympische Winterspiele 2002, (GER): Silbermedaille, Nordische Kombination „Sprint Männer“
Olympische Winterspiele 2002, (GER): Silbermedaille, Nordische Kombination „Mannschaft Männer“
Olympische Winterspiele 2006, (GER): Silbermedaille, Nordische Kombination „Mannschaft Männer“
- Ackermann, Rosemarie
Olympische Sommerspiele 1976, (GDR): Goldmedaille, Leichtathletik „Hochsprung Frauen“
- Adam, Otto
Olympische Sommerspiele 1936, (GER): Bronzemedaille, Fechten „Florett Mannschaft Männer“
- Adamski, Filip
Olympische Sommerspiele 2012, (GER): Goldmedaille, Rudern „Achter Männer“
- Adamski, Herbert
Olympische Sommerspiele 1936, (GER): Goldmedaille, Rudern „Zweier mit Steuermann Männer“
- Adjei, Richard
Olympische Winterspiele 2010, (GER): Silbermedaille, Bobsport „Zweierbob Männer“
- Adler, Egon
Olympische Sommerspiele 1960, (EUA): Silbermedaille, Straßenradsport „Mannschaftsfahren Männer“
- Aeffke, Klaus
Olympische Sommerspiele 1964, (EUA): Silbermedaille, Rudern „Achter Männer“
- Ahlmann, Christian
Olympische Sommerspiele 2004, (GER): Bronzemedaille, Springreiten „Mannschaft“
Olympische Sommerspiele 2016, (GER): Bronzemedaille, Springreiten „Mannschaft“
- Ahmann, Jörg
Olympische Sommerspiele 2000, (GER): Bronzemedaille, Volleyball „Beach Männer“
- Ahrendt, Peter
Olympische Sommerspiele 1964, (EUA): Silbermedaille, Segeln „Drachen-Klasse“
- Ahrenholz, Brigitte
Olympische Sommerspiele 1976, (GDR): Goldmedaille, Rudern „Achter Frauen“
- Ahrens, Thomas
Olympische Sommerspiele 1964, (EUA): Silbermedaille, Rudern „Achter Männer“
- Aigner, Hannes
Olympische Sommerspiele 2012, (GER): Bronzemedaille, Kanuslalom „K1 Männer“
Olympische Sommerspiele 2020, (GER): Bronzemedaille, Kanuslalom „K1 Männer“
- Akdağ, Sinan
Olympische Winterspiele 2018, (GER): Silbermedaille, Eishockey „Männer“
- Alber, Reinhard
Olympische Sommerspiele 1984, (FRG): Bronzemedaille, Bahnradsport „4000-Meter-Mannschaftsverfolgung Männer“
- Albrecht, Sylvia
Olympische Winterspiele 1980, (GDR): Bronzemedaille, Eisschnelllauf „1000 Meter Frauen“
- Aletter, Karl
Olympische Sommerspiele 1932, (GER): Silbermedaille, Rudern „Vierer ohne Steuermann Männer“
- Altenburg, Lisa
Olympische Sommerspiele 2016, (GER): Bronzemedaille, Feldhockey „Frauen“
- Altepost, Lutz
Olympische Sommerspiele 2008, (GER): Bronzemedaille, Kanu „K4 1000 Meter Männer“
- Althaus, Katharina
Olympische Winterspiele 2018, (GER): Silbermedaille, Skispringen „Normalschanze Frauen“
Olympische Winterspiele 2022, (GER): Silbermedaille, Skispringen „Normalschanze Frauen“
- Amann, Max
Olympische Sommerspiele 1928, (GER): Goldmedaille, Wasserball „Männer“
- Amend, Rolf-Dieter
Olympische Sommerspiele 1972, (GDR): Goldmedaille, Kanuslalom „C2 Männer“
- Ammermann, Otto
Olympische Sommerspiele 1976, (FRG): Silbermedaille, Vielseitigkeitsreiten „Mannschaft“
- Ampler, Uwe
Olympische Sommerspiele 1988, (GDR): Goldmedaille, Straßenradsport „Mannschaftsfahren Männer“
- Amrhein, Albert
Olympische Sommerspiele 1900, (GER): Silbermedaille, Rugby „Männer“
- Anding, Carola
Olympische Winterspiele 1980, (GDR): Goldmedaille, Langlauf „4-mal-5-Kilometer-Staffel Frauen“
- Angerer, Nadine
Olympische Sommerspiele 2000, (GER): Bronzemedaille, Fußball „Frauen“
Olympische Sommerspiele 2004, (GER): Bronzemedaille, Fußball „Frauen“
Olympische Sommerspiele 2008, (GER): Bronzemedaille, Fußball „Frauen“
- Angerer, Peter
Olympische Winterspiele 1980, (FRG): Bronzemedaille, Biathlon „4-mal-7,5-Kilometer-Staffel Männer“
Olympische Winterspiele 1984, (FRG): Silbermedaille, Biathlon „10 Kilometer Männer“
Olympische Winterspiele 1984, (FRG): Goldmedaille, Biathlon „20 Kilometer Männer“
Olympische Winterspiele 1984, (FRG): Bronzemedaille, Biathlon „4-mal-7,5-Kilometer-Staffel Männer“
Olympische Winterspiele 1988, (FRG): Silbermedaille, Biathlon „4-mal-7,5-Kilometer-Staffel Männer“
- Angerer, Tobias
Olympische Winterspiele 2002, (GER): Bronzemedaille, Langlauf „4-mal-10-Kilometer-Staffel Männer“
Olympische Winterspiele 2006, (GER): Bronzemedaille, Langlauf „15 Kilometer klassisch Männer“
Olympische Winterspiele 2006, (GER): Silbermedaille, Langlauf „4-mal-10-Kilometer-Staffel Männer“
Olympische Winterspiele 2010, (GER): Silbermedaille, Langlauf „30 Kilometer Doppelverfolgung Männer“
- Anke, Hannelore
Olympische Sommerspiele 1976, (GDR): Goldmedaille, Schwimmen „100 Meter Brust Frauen“
Olympische Sommerspiele 1976, (GDR): Goldmedaille, Schwimmen „4-mal-100-Meter-Lagenstaffel Frauen“
- Anschütz-Thoms, Daniela
Olympische Winterspiele 2006, (GER): Goldmedaille, Eisschnelllauf „Teamverfolgung Frauen“
Olympische Winterspiele 2010, (GER): Goldmedaille, Eisschnelllauf „Teamverfolgung Frauen“
- Anyomi, Nicole
Olympische Sommerspiele 2024, (GER): Bronzemedaille, Fußball „Frauen“
- Apel, Katrin
Olympische Winterspiele 1998, (GER): Goldmedaille, Biathlon „4-mal-7,5-Kilometer-Staffel Frauen“
Olympische Winterspiele 1998, (GER): Bronzemedaille, Biathlon „7,5 Kilometer Frauen“
Olympische Winterspiele 2002, (GER): Goldmedaille, Biathlon „4-mal-7,5-Kilometer-Staffel Frauen“
Olympische Winterspiele 2006, (GER): Silbermedaille, Biathlon „4-mal-6-Kilometer-Staffel Frauen“
- Appel, Gabriele
Olympische Sommerspiele 1984, (FRG): Silbermedaille, Feldhockey „Frauen“
- Arend, Dieter
Olympische Sommerspiele 1936, (GER): Goldmedaille, Rudern „Zweier mit Steuermann Männer“
- Arendt, Gisela
Olympische Sommerspiele 1936, (GER): Bronzemedaille, Schwimmen „100 Meter Freistil Frauen“
Olympische Sommerspiele 1936, (GER): Silbermedaille, Schwimmen „4-mal-100-Meter-Freistilstaffel Frauen“
- Arlt, Tobias
Olympische Winterspiele 2014, (GER): Goldmedaille, Rennrodeln „Doppelsitzer Männer“
Olympische Winterspiele 2014, (GER): Goldmedaille, Rennrodeln „Teamstaffel“
Olympische Winterspiele 2018, (GER): Goldmedaille, Rennrodeln „Doppelsitzer Männer“
Olympische Winterspiele 2018, (GER): Goldmedaille, Rennrodeln „Teamstaffel“
Olympische Winterspiele 2022, (GER): Goldmedaille, Rennrodeln „Doppelsitzer Männer“
- Arndt, Horst
Olympische Sommerspiele 1956, (EUA): Silbermedaille, Rudern „Zweier mit Steuermann“
- Arndt, Judith
Olympische Sommerspiele 1996, (GER): Bronzemedaille, Bahnradsport „3000 Meter Einzelverfolgung Frauen“
Olympische Sommerspiele 2004, (GER): Silbermedaille, Straßenradsport „Straßenrennen Frauen“
Olympische Sommerspiele 2012, (GER): Silbermedaille, Straßenradsport „Einzelzeitfahren Frauen“
- Arnheiter, Albert
Olympische Sommerspiele 1912, (GER): Goldmedaille, Rudern „Vierer mit Steuermann“
- Arnold, Clemens
Olympische Sommerspiele 2004, (GER): Bronzemedaille, Feldhockey „Männer“
- Aschenbach, Hans-Georg
Olympische Winterspiele 1976, (GDR): Goldmedaille, Skispringen „Normalschanze Männer“
- Auer, Gerhard
Olympische Sommerspiele 1972, (FRG): Goldmedaille, Rudern „Vierer mit Steuermann Männer“
- Auerswald-Lange, Ingrid
Olympische Sommerspiele 1980, (GDR): Bronzemedaille, Leichtathletik „100 Meter Frauen“
Olympische Sommerspiele 1980, (GDR): Goldmedaille, Leichtathletik „4-mal-100-Meter-Staffel Frauen“
Olympische Sommerspiele 1988, (GDR): Silbermedaille, Leichtathletik „4-mal-100-Meter-Staffel Frauen“
- Auf der Heide, Hermann
Olympische Sommerspiele 1936, (GER): Silbermedaille, Feldhockey „Männer“
- Auffarth, Sandra
Olympische Sommerspiele 2012, (GER): Bronzemedaille, Vielseitigkeitsreiten „Einzel“
Olympische Sommerspiele 2012, (GER): Goldmedaille, Vielseitigkeitsreiten „Mannschaft“
Olympische Sommerspiele 2016, (GER): Silbermedaille, Vielseitigkeitsreiten „Mannschaft“
- Auhuber, Klaus
Olympische Winterspiele 1976, (FRG): Bronzemedaille, Eishockey „Männer“
- aus den Birken, Danny
Olympische Winterspiele 2018, (GER): Silbermedaille, Eishockey „Männer“